# Blejoi
Blejoi è un comune della Romania di 8 130 abitanti, ubicato nel distretto di Prahova, nella regione storica della Muntenia. 
Il comune è formato dall'unione di 3 villaggi: Blejoi, Ploieștiori, Țânțăreni.
Blejoi ha dato i natali al giornalista e poeta Geo Bogza (1908-1993).